# غرانيت سيتي
غرانيت سيتي (إلينوي) (بالإنجليزية: Granite City, Illinois)‏ هي مدينة تقع في الولايات المتحدة في إلينوي. يقدر عدد سكانها بـ 29,849 نسمة .

## التركيبة السكانية
حدّد مكتب تعداد الولايات المتحدة بيانات التركيبة السكانية لغرانيت سيتي في تعداد الولايات المتحدة. في ما يلي، التركيبة السكانية حسب تعدادي 2000 و2010.

### تعداد عام 2000
بلغ عدد سكان غرانيت سيتي 31,301 نسمة بحسب تعداد عام 2000، وبلغ عدد الأسر 12,773 أسرة وعدد العائلات 8,462 عائلة مقيمة في المدينة. في حين سجلت الكثافة السكانية 587.5 نسمة لكل كيلومتر مربع (1,521.6/ميل2). وبلغ عدد الوحدات السكنية 14,022 وحدة بمتوسط كثافة قدره 263.2 لكل كيلومتر مربع (681.7/ميل2).
وتوزع التركيب العرقي للمدينة بنسبة 94.73% من البيض و1.99% من الأمريكيين الأفارقة و0.45% من الأمريكيين الأصليين و0.47% من الأمريكيين ذوي الأصول الآسيوية و0.02% من سكان جزر المحيط الهادئ و0.95% من الأعراق الأخرى و1.39% من عرقين مختلطين أو أكثر و2.86% من الهسبانيون أو اللاتينيون من أي عرق.
بلغ عدد الأسر 12,773 أسرة كانت نسبة 33.2% منها لديها أطفال تحت سن الثامنة عشر تعيش معهم، وبلغت نسبة الأزواج القاطنين مع بعضهم البعض 47.6% من أصل المجموع الكلي للأسر، ونسبة 13.7% من الأسر كان لديها معيلات من الإناث دون وجود شريك،  بينما كانت نسبة 4.9% من الأسر لديها معيلون من الذكور دون وجود شريكة وكانت نسبة 33.8% من غير العائلات. تألفت نسبة 29.4% من أصل جميع الأسر من عدة أفراد يعيشون في نفس المنزل ونسبة 13.3% كانت تتألف من شخص يعيش بمفرده يبلغ من العمر 65 عاماً أو أكثر. وبلغ متوسط حجم الأسرة المعيشية 2.43، أما متوسط حجم العائلات فبلغ 2.98.
بلغ العمر الوسطي للسكان 37.6 عاماً. وكانت نسبة 24.7% من القاطنين تحت سن الثامنة عشر، وكانت نسبة 8.3% بين الثامنة عشر والرابعة والعشرين عاماً، ونسبة 29% كانت واقعةً في الفئة العمرية ما بين الخامسة والعشرين والرابعة والأربعين عاماً، ونسبة 21.4% كانت ما بين الخامسة والأربعين والرابعة والستين، ونسبة 15.6% كانت ضمن فئة الخامسة والستين عاماً فما فوق. يوجد لكل 100 أنثى 93.0 ذكر، ويوجد لكل 100 أنثى في الثامنة عشر من عمرها فما فوق 89.3 ذكر.
بلغ متوسط دخل الأسرة في المدينة 35,615 دولارًا، أما متوسط دخل العائلة فبلغ 42,130 دولارًا. وكان متوسط دخل الذكور 34,226 دولارًا مقابل 23,510 دولارًا للإناث. وسجل دخل الفرد الخاص بالمدينة 17,691 دولارًا. وكانت نسبة 8.8% من العائلات ونسبة 11.3% من السكان تحت خط الفقر، وكان من هؤلاء نسبة 14.7% تحت سن الثامنة عشر ونسبة 7.2% في الخامسة والستين من العمر وما فوق.

### تعداد عام 2010
بلغ عدد سكان غرانيت سيتي 29,849 نسمة بحسب تعداد عام 2010، وبلغ عدد الأسر 12,214 أسرة وعدد العائلات 7,791 عائلة مقيمة في المدينة. في حين سجلت الكثافة السكانية 560.2 نسمة لكل كيلومتر مربع (1,450.9/ميل2). وبلغ عدد الوحدات السكنية 13,578 وحدة بمتوسط كثافة قدره 254.8 لكل كيلومتر مربع (659.9/ميل2).
وتوزع التركيب العرقي للمدينة بنسبة 89.52% من البيض و5.47% من الأمريكيين الأفارقة و0.38% من الأمريكيين الأصليين و0.52% من الأمريكيين ذوي الأصول الآسيوية و0.04% من سكان جزر المحيط الهادئ و1.97% من الأعراق الأخرى و2.09% من عرقين مختلطين أو أكثر و4.99% من الهسبانيون أو اللاتينيون من أي عرق.
بلغ عدد الأسر 12,214 أسرة كانت نسبة 31.2% منها لديها أطفال تحت سن الثامنة عشر تعيش معهم، وبلغت نسبة الأزواج القاطنين مع بعضهم البعض 42.4% من أصل المجموع الكلي للأسر، ونسبة 15.4% من الأسر كان لديها معيلات من الإناث دون وجود شريك،  بينما كانت نسبة 6% من الأسر لديها معيلون من الذكور دون وجود شريكة وكانت نسبة 36.2% من غير العائلات. تألفت نسبة 30.4% من أصل جميع الأسر من عدة أفراد يعيشون في نفس المنزل ونسبة 13% كانت تتألف من شخص يعيش بمفرده يبلغ من العمر 65 عاماً أو أكثر. وبلغ متوسط حجم الأسرة المعيشية 2.42، أما متوسط حجم العائلات فبلغ 3.00.
بلغ العمر الوسطي للسكان 38.2 عاماً. وكانت نسبة 22.9% من القاطنين تحت سن الثامنة عشر، وكانت نسبة 9.3% بين الثامنة عشر والرابعة والعشرين عاماً، ونسبة 26.2% كانت واقعةً في الفئة العمرية ما بين الخامسة والعشرين والرابعة والأربعين عاماً، ونسبة 26.6% كانت ما بين الخامسة والأربعين والرابعة والستين، ونسبة 15% كانت ضمن فئة الخامسة والستين عاماً فما فوق. وتوزع التركيب الجنسي للسكان بنسبة 48.5% ذكور و51.5% إناث.

## أعلام
- أوين فريند
- تشارلي جاكسون
- آندي فيليب
- جون بيشوف
- روبرت أولين باتلر
- إل. جاي فورت
- ويلبر بوروز